# Joy Air
Joy Air (chinesisch 幸福航空) ist eine chinesische Regionalfluggesellschaft mit Sitz in Xi’an und Basis auf dem Flughafen Xi’an-Xianyang.

## Geschichte
Joy Air wurde im März 2008 als Joint Venture zwischen China Eastern und dem chinesischen Luft- und Raumfahrtkonzern AVIC I gegründet. AVIC I hält den Mehrheitsanteil von 60 %, China Eastern die restlichen 40 %. Mit dem Joint Venture soll der Verkauf und die Vermarktung von Flugzeugen Made in China vorangetrieben werden. Der Flugbetrieb begann am 1. Juni 2009 mit drei Xi’an MA60.

## Flotte
Mit Stand Juli 2022 besteht die Flotte der Joy Air aus 18 Flugzeugen:
| Flugzeugtyp    | Anzahl | bestellt | Anmerkungen  | Sitzplätze | Alter     |
| -------------- | ------ | -------- | ------------ | ---------- | --------- |
| Boeing 737-800 | 05     |          | eine inaktiv | 186        | 7,4 Jahre |
| Comac C909     |        | 50       |              | – offen –  |           |
| Comac C919     |        | 20       |              | − offen –  |           |
| Xi’an MA60     | 13     |          |              | 60         |           |
| Gesamt         | 18     | 70       |              |            |           |

Des Weiteren soll Joy Air Erstkunde der neuen Xi’an MA700 werden.

### Aktuelle Sonderbemalungen
| Bemalung     | Flugzeugtyp    | Luftfahrzeugkennzeichen | Zeitraum            | Bild |
| ------------ | -------------- | ----------------------- | ------------------- | --- |
| Shaanxi 2021 | Boeing 737-800 | B-221C                  | seit September 2021 | Bild gesucht Die Wikipedia wünscht sich an dieser Stelle ein Bild. Falls du dabei helfen möchtest, erklärt die Anleitung , wie das geht. |

## Zwischenfälle
- Am 4. Februar 2014 kam es bei eine Xi’an MA60 (Luftfahrzeugkennzeichen B-3455) – Joy Air Flug JR1533 aus Taiyuan, China, mit 7 Besatzungsmitgliedern und 37 Passagieren an Bord bei der Landung in Zhengzhou zu einem mechanischen Defekt am Fahrwerk. Dies führte dazu, dass das Fahrwerk brach und die Flugzeugnase auf die Rollbahn aufschlug. Es gab dabei keine Verletzten.[8]
- Am 10. Mai 2015 verunglückte eine Xi’an MA60 (Luftfahrzeugkennzeichen B-3476) unterwegs von Yiwu nach Fuzhou bei der Landung in Fuzhou. Die Xi’an MA60 rollte bei der Landung über die Landebahn hinaus, dabei verdrehte sich die Tragfläche und die Triebwerke nach vorne und berührten den Boden. Beim Zwischenfall wurden drei Personen verletzt und das Flugzeug musste abgeschrieben werden.[9]